# Jordana Brewster
Jordana Brewster (født 26. april 1980 i Panama City, Panama) er en brasiliansk skuespillerinde.
Jordana blev født i Panama men voksede op i London. Familien flyttede tillbage til hendes mors hjemland Brasilien da hun var seks år gammel. Hendes farfar, Kingman Brewster, var rektor ved Yale University.
Hun er nok mest kendt for sin rolle som Chrissie i The Texas Chainsaw Massacre: The Beginning fra 2006.

## Udvalgt filmografi
| År   | Titel                                      | Rolle           |
| ---- | ------------------------------------------ | --------------- |
| 1998 | The Faculty                                | Delilah Profitt |
| 2001 | The Invisible Circus                       | Phoebe          |
| 2001 | The Fast and the Furious                   | Mia Toretto     |
| 2004 | D.E.B.S.                                   | Lucy Diamond    |
| 2005 | Nearing Grace                              | Grace Chance    |
| 2006 | Annapolis                                  | Ali Halloway    |
| 2006 | The Texas Chainsaw Massacre: The Beginning | Chrissie        |
| 2009 | Fast & Furious                             | Mia Toretto     |
| 2011 | Fast Five                                  | Mia Toretto     |
| 2013 | Fast & Furious 6                           | Mia Toretto     |
| 2014 | Home Sweet Hell                            | Dusty           |
| 2014 | American Heist                             | Emily           |
| 2015 | Fast & Furious 7                           | Mia Toretto     |

| År        | Titel              | Rolle           | Note(r)    |
| --------- | ------------------ | --------------- | ---------- |
| 1995      | All My Children    | Anita Santos    | 1 afsnit   |
| 1995–2001 | As the World Turns | Nikki Munson    | 114 afsnit |
| 1999      | The '60s           | Sarah Weinstock | miniserie  |
| 2008–09   | Chuck              | Jill Roberts    | 4 afsnit   |
| 2012–14   | Dallas             | Elena Ramos     | 40 afsnit  |